# Іван Хаджов
Іван Хаджов (болг. Иван Панайотов Хаджов; нар. 7 липня 1885, Струга — пом. 27 жовтня 1956, Софія) — болгарський історик і мовознавець.

## Біографія
Народився в 7 липня 1885 році в найбільшому македонському місті Струга сьогодні Північна Македонія. У 1907 році закінчив факультет слов'янської філології Софійського університету після чого спеціалізувався у Німеччині та Австро-Угорщині. Працював учителем в Копривштиця, Пазарджик і Софії (1911–1912 і 1925-1942). У 1911 був співавтором книги болг. „Правописен и правоговорен наръчник“, що була випущена в 1945 році після реформи правопису. Перший голова Товариства слов'янських філологів Болгарії.
Після Першої світової війни брав активну участь в діяльності Союзу македонських емігрантських організацій в Болгарії. У 1928 році після вбивства Александра Протоґерова деякий час працював в редакції газети «Македонія» з Данаїлом Крапчевим, Ґеорґі Кондовим і Петаром Мармевим.